# Теплякова Оксана Вікторівна
Окса́на Тепляко́ва (*11 липня 1985, Одеса) — українська тенісистка-професіонал.
Народилася у м. Одеса, Україна. статус професіонала отримала у 2003. Має два титули чемпіона турнірів ITF у парному розряді.